# エル・セントロ

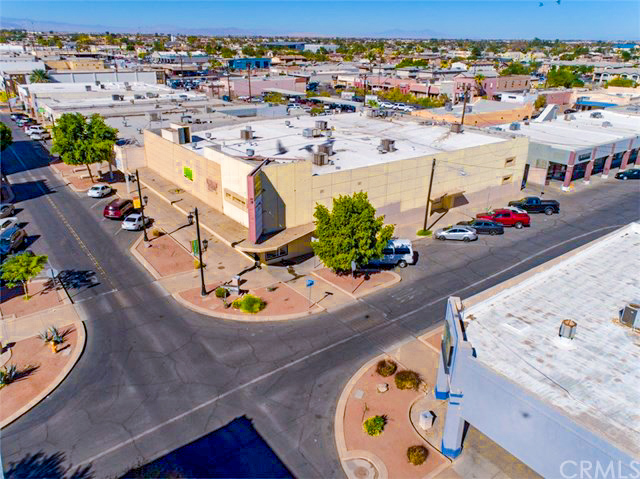
ダウンタウン

エル・セントロ（El Centro）は、アメリカ合衆国カリフォルニア州南端部に位置する都市。インペリアル郡の郡庁所在地である。人口は4万4322人（2020年）。
インペリアル谷の主要都市。アメリカ＝メキシコ国境まで約20㎞と近く、メキシコの都市メヒカリと経済的、文化的な交流がある。

## 名称の由来
スペイン語のel centro(中心)に由来する。

## 地理

インペリアル郡内の位置

エル・セントロは、サンディエゴの東180キロメートルに位置している。座標は北緯32度47分17秒 西経115度33分29秒 / 北緯32.78806度 西経115.55806度 (32.788139, -115.557966)。海面より約13m低い。
気候は砂漠気候。年間降水量は60mm程度と非常に少ない。年間平均気温は22℃で、最寒月の1月は11℃、最暖月の7・8月は32℃。6-9月は最高気温が40℃を超える日が続く。
アメリカ合衆国統計局によると、市の総面積は24.9km²。このうち、24.8km²が陸地で0.1km²が水地域である。

## 住民及び文化

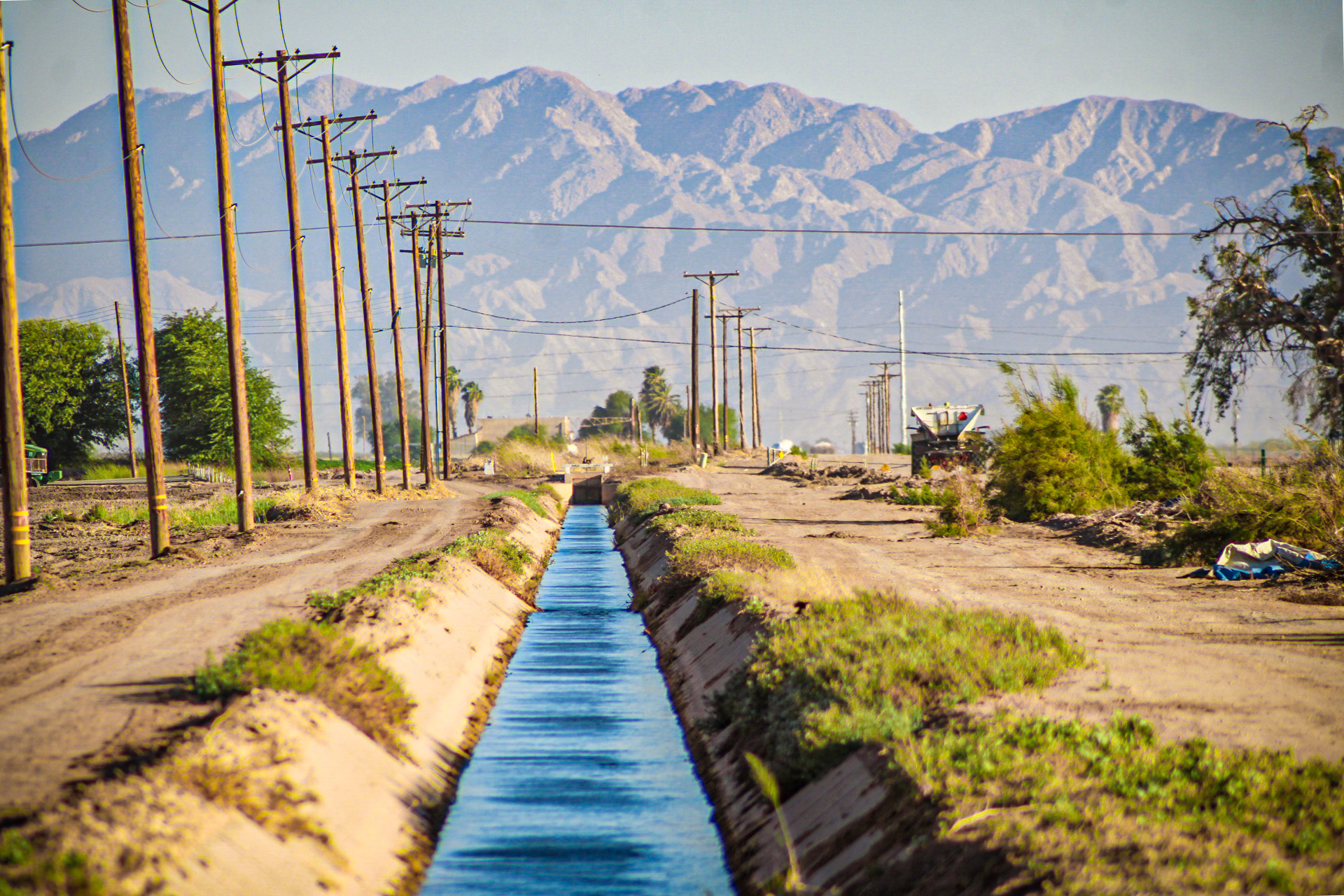
灌漑用水路

### 人口動静
2000年の国勢調査によると、この都市には37,835人、11,439世帯、8,910家族が暮らしている。
人口密度は1,524.9/km² (3,950.2/mi²).　12,263軒の住宅が、494.2/km² (1,280.3/mi²)の平均的な密度で建っている。　人種構成は、白人46.86%、アフリカン・アメリカン3.16%、先住民0.98%、アジア3.50%、太平洋諸島系0.10%、その他の人種41.68%、混血3.73%。　人口の74.58%はヒスパニック。
47.4%の世帯に18歳未満の未成年が住み、53.9%が既婚、18.7%が寡婦、22.1%が非家族。
18.8%の世帯が単身で、7.3%に65歳以上が住む。　世帯の構成人数の平均は3.23人で、家族の平均は3.71人だった。
この都市の33.6%が18歳未満、9.7%が18-24歳、28.9%が25-44歳、18.5%が45-64歳、9.3%が65歳以上。　年齢の中央値は30歳。　女性100人あたり男性は96.6人。　18歳以上の女性100人当たり男性は93.5人。
この都市の世帯の平均的な収入は33,161米ドルで、家族の平均的な収入は36,910米ドル。
男性の平均的な収入は36,753米ドルで、女性は24,514米ドル。　一人当たり収入は13,874米ドル。　約20.6%の家族、22.8%の人口は貧困線以下で、18歳未満の人口の29.5%、65歳以上の14.8%を含む。

## 著名な出身者
- シェール - アメリカ合衆国の歌手・女優。